# Mieczysław Kocyłowski
Mieczysław Kocyłowski ps. „Czarny” (ur. 3 kwietnia 1927 w Dąbrówce Ruskiej, zm. 12 lutego 1997 w Bestwinie) – żołnierz Armii Krajowej i partyzantki antykomunistycznej, młodszy brat Kazimierza Kocyłowskiego.

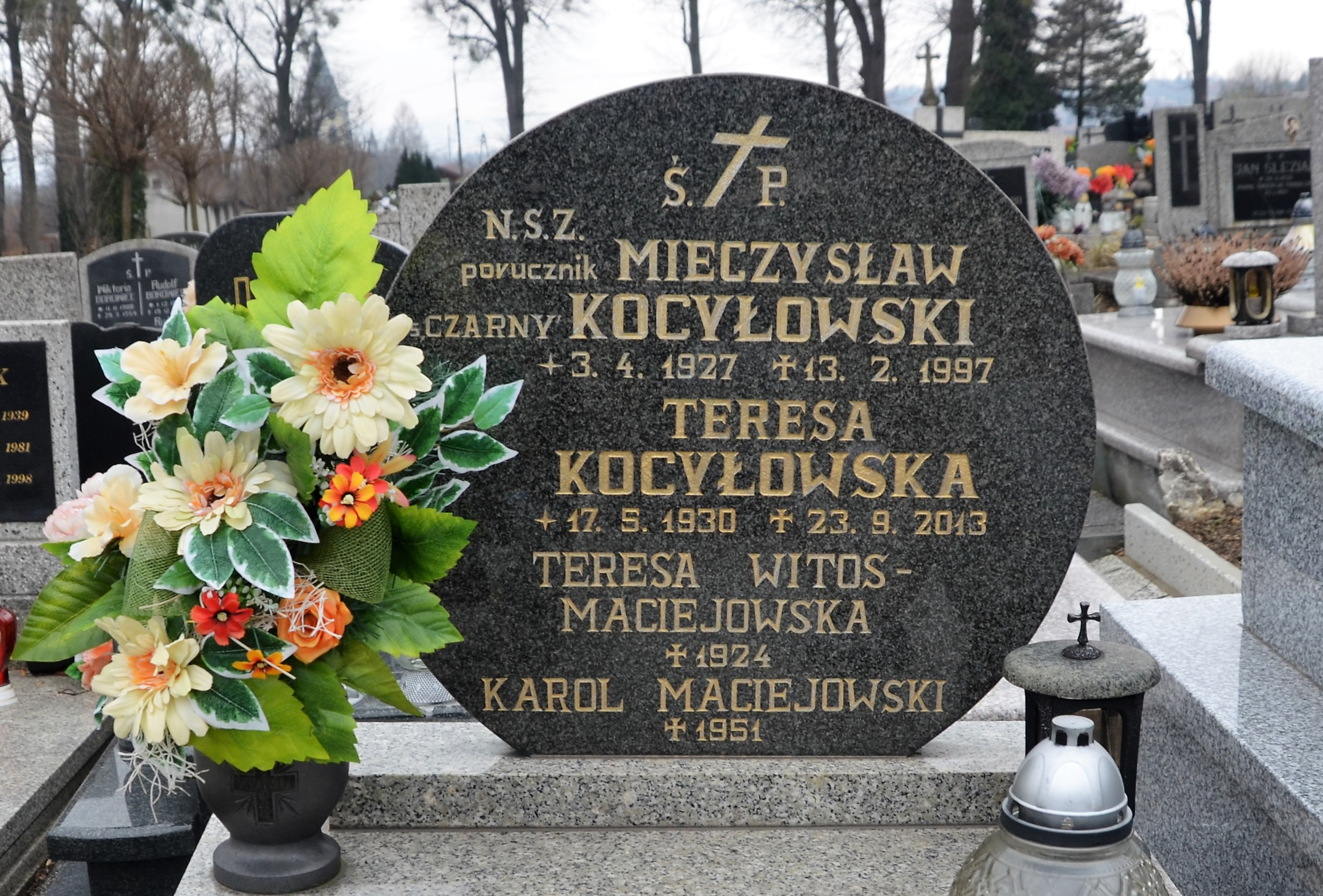
Grobowiec Mieczysława Kocyłowskiego

## Życiorys
Syn Michała (1898-1984) i Marii z domu Wojtowicz (1899-1976). W 1942 w wieku 15 lat został zaprzysiężony jako członek ZWZ-AK przyjmując pseudonim „Czarny”. Równocześnie pracował w niemieckich warsztatach samochodowych w Sanoku, skąd po pewnym czasie został wysłany do warsztatów pod Mińsk. Stamtąd udało mu się zbiec w brawurowy sposób. W trakcie ucieczki wysadził w powietrze jedną z hal. Po krótkim pobycie w Warszawie powrócił do Sanoka. Poszukiwany przez Gestapo musiał uciekać. Udał się w okolice Brzozowa. Tam wstąpił do oddziału Narodowej Organizacji Wojskowej pod dowództwem Mieczysława Bielca ps. „Błysk”.
Po wkroczeniu Armii Czerwonej oddział „Błyska” wszedł w struktury Narodowych Sił Zbrojnych. W kwietniu 1945 decyzją „Konrada” (por. Eugeniusz Mięso) – szefa Wydziału III w Komendzie Okręgu VII (krakowskiego) NSZ – Kocyłowski otrzymał awans na stopień chorążego i został mianowany zastępcą „Błyska”. W lipcu 1945 dowódcy oddziału zostali aresztowani. Kocyłowski chcąc uchronić swoich żołnierzy polecił im ujawnić się i złożyć broń, sam również został zwolniony. 
Rozbrojenie i ujawnienie się oddziału NSZ, który był również oddziałem samoobrony przed UPA, ośmieliło i nasiliło ataki ukraińskich nacjonalistów na bezbronną polską ludność cywilną m.in. w miejscowości Lalin, gdzie zamieszkali Polacy wysiedleni ze Wschodu. Lalin został całkowicie spalony. W zaistniałych okolicznościach ujawnieni wcześniej partyzanci na powrót zorganizowali oddział, nad którym dowództwo objął Kocyłowski. Po pewnym czasie oddział został włączony w skład Samodzielnego Batalionu Operacyjnego NSZ „Zuch” i podporządkowany majorowi Antoniemu Żubrydowi, który już działał na tym terenie i koncentrował pod swoim dowództwem mniejsze oddziały. „Czarny” został awansowany na podporucznika i zastępcę Antoniego Żubryda. Działalność i powstanie batalionu znacznie osłabiło ataki UPA, jednak wkrótce w terenie zaczęły pojawiać się zwykłe bandy rabunkowe i grupy prowokatorów, które prowadziły działalność na konto żubrydowców. Również upowcy ubrani w polskie mundury podszywali się pod polskich partyzantów.
23 kwietnia 1946 w drodze powrotnej z Krakowa Mieczysław Kocyłowski został aresztowany w Nowosielcach. Po przesłuchaniu w PUBP w Sanoku, został pod silną eskortą przewieziony do Rzeszowa. W tym czasie zostali aresztowani także członkowie jego rodziny. Po latach aresztowanie opisał we wspomnieniach Józef Pelc, ówczesny kierownik grupy do walki z bandytyzmem PUBP w Sanoku, który określił zatrzymanego inicjałami K. K. (tym samym myląc Mieczysława Kocyłowskiego z jego bratem Kazimierzem) i opisał go następującymi słowami: groźny bandyta z bandy Żubryda (...) b. z-ca dowódcy grupy „Burza” z Brzozowskiego, który nie dotrzymał warunków ujawnienia się. Po 9 miesiącach ciężkiego śledztwa, wyrokiem Wojskowego Sądu Rejonowego w Rzeszowie został skazany na karę 8 lat pozbawienia wolności i 5 lat pozbawienia praw obywatelskich i honorowych. Karę odbywał w zakładzie karnym we Wronkach, gdzie ciężko zachorował i ze względu na bardzo zły stan zdrowia w marcu 1950 został zwolniony.
Po wyjściu z więzienia był ustawicznie nękany przez UB, a później SB. Miał trudności ze znalezieniem pracy. Prześladowania ustały dopiero pod koniec 1988 „Czarny” nigdy nie wyrzekł się ideałów, o które walczył. Był członkiem NSZZ „Solidarność”, działał w Zarządzie Okręgu Górnośląskiego Związku Żołnierzy NSZ w Katowicach, a w 1994 otrzymał awans na stopień porucznika (tym samym został uznany awans na niższe stanowisko w ramach oddziału NSZ). 
Zmarł nagle 12 lutego 1997, a okoliczności jego śmierci pozostają niewyjaśnione. Został pochowany w grobowcu rodziców jego żony Teresy z domu Maciejowskiej (1930–2013) Teresy na cmentarzu katolickim w Lipniku (Bielsko-Biała).

## Odznaczenia
- Krzyż Partyzancki[1]
- Krzyż Narodowego Czynu Zbrojnego[4]